# Oeneis fordi
Oeneis fordi är en fjärilsart som beskrevs av Dos Passos 1949. Oeneis fordi ingår i släktet Oeneis och familjen praktfjärilar. Inga underarter finns listade i Catalogue of Life.